# Vratimov (nádraží)
Vratimov (dříve německy Rattimau) je železniční stanice v centrální části města Vratimov v okrese Ostrava-město v Moravskoslezském kraji nedaleko řeky Ostravice. Leží v km 10,158 neelektrizované trati Ostrava – Valašské Meziříčí, která je od Ostravy-Kunčic dvoukolejná a dále ve směru na Frýdlant nad Ostravicí pokračuje jako jednokolejná. 
Od 8. prosince 2023 je prodej jízdenek ve stanici zrušen, jízdenky se prodávají ve vlaku. V blízkosti nádraží se nachází zastávka ostravské MHD Vratimov, nádraží. Na nádraží se také nachází čekárna. Nádraží se nachází v zóně ODIS 2 a 18.[zdroj?]

## Historie
První stanice byla otevřena 1. ledna 1871 společností Severní dráha císaře Ferdinanda (KFNB) na trati z Ostravy do Frýdlantu nad Ostravicí. Nádraží vzniklo dle typizovaného stavebního předpisu KFNB. Roku 1884 byla k původní stavbě přistavěna prostornější patrová nádražní budova. 1. června 1888 KFNB dále propojila koncovou trať v Bystřici pod Hostýnem, kam roku 1882 dovedla společnost Kroměřížská dráha trať z Hulína, a nově dostavěný úsek z Krásna nad Bečvou (dnes součást Valašského Meziříčí) k frýdlantské trati jakožto alternativní spojení Vídně a Krakova, které tolik neohrožovala blízká hranice s Pruskem.
Po zestátnění KFNB v roce 1906 pak obsluhovala stanici jedna společnost, Císařsko-královské státní dráhy (kkStB), po roce 1918 pak správu přebraly Československé státní dráhy.
V letech 2024–2029 měla být zavedena druhá kolej a elektrizován úsek mezi Ostravou a Frýdkem-Místkem. Zahájení prací se předpokládá v roce 2026. Při rozšíření trati má být zbourána výpravní budova.

## Popis
Nacházejí se zde dvě jednostranná vnitřní nástupiště, k příchodu k vlakům slouží přechody přes koleje.